# Brasil Pandeiro
Brasil Pandeiro est une samba-exaltação composée en 1940 par Assis Valente et enregistrée en 1941 par Anjos do Inferno, où l'auteur bahianais exalte la samba et le peuple brésilien.
Assis compose Recenseamento et Brasil Pandeiro spécialement pour Carmem Miranda, récemment rentrée des États-Unis en 1940. Elle enregesitre la première mais dit de la seconde à son auteur : « Assis, ce n'est pas bon. Tu es devenu ennuyeux. ». Valente en est vexé, mais la chanson acquiert une grande réputation tardive avec son enregistrement par Anjos do Inferno la même année. Des années plus tard, elle est à nouveau popularisée grâce à la reprise de Novos Baianos en 1972 sur l'album Acabou Chorare, sur la suggestion du mentor du groupe João Gilberto.
Brasil Pandeiro est pratiquement devenu un hymne comparable à Aquarela do Brasil d'Ary Barroso, qui a même un motif rythmique d'accompagnement répété dans la chanson de Valente, avec l'intention d'imiter le tamborim, et montre que le choix du pandeiro comme épithète de Brasil élève la batucada au niveau de valeur culturelle pertinente, appartenant au domaine des personnages du monde de la samba.

## Contexte

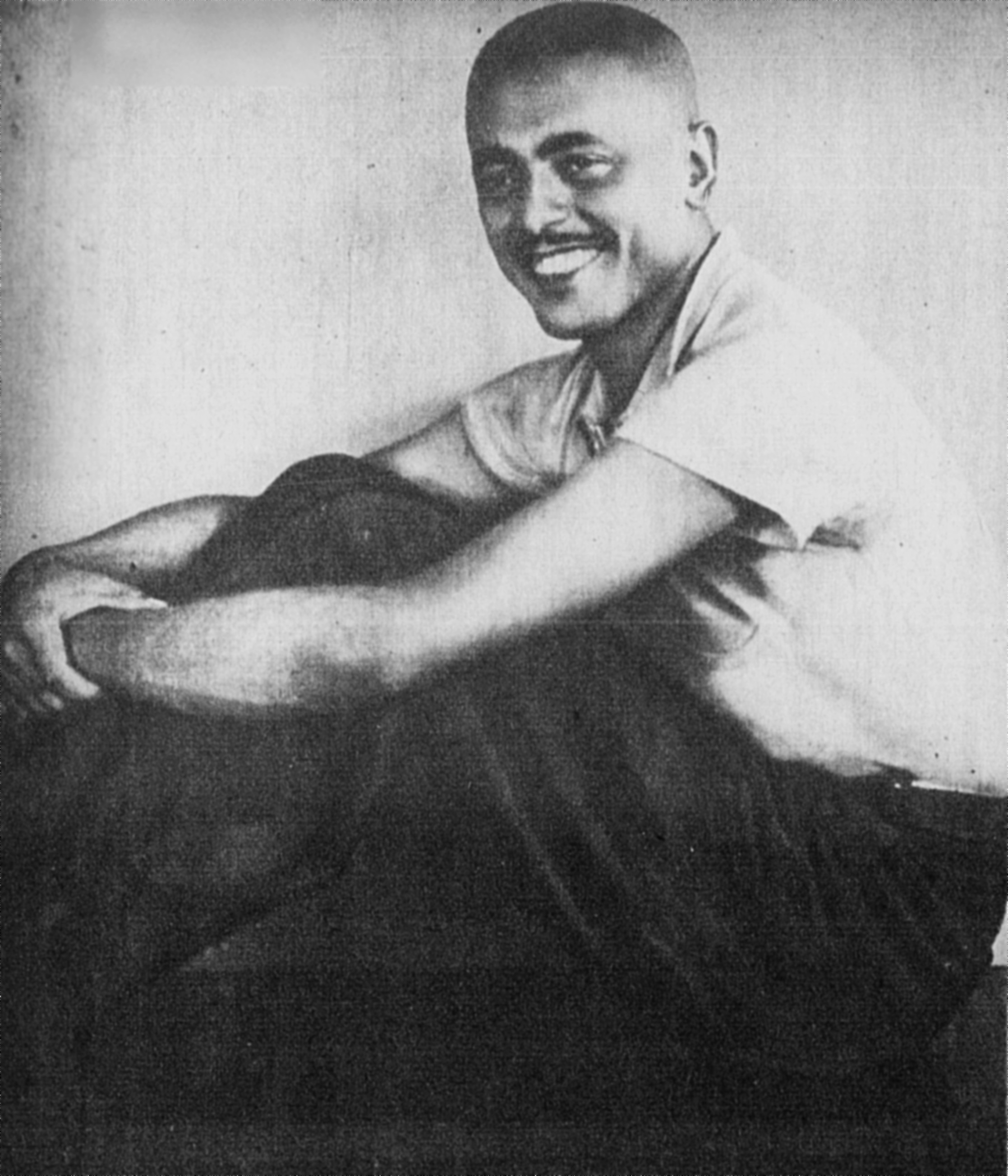
Assis Valente en 1938.

En 1940, revenant des États-Unis au Brésil, Carmem Miranda, au sommet de sa renommée, reçoit plusieurs compositions. Parmi elles, Recensamento et Brasil Pandeiro, d'Assis Valente.
Elle enregesitre la première mais dit de la seconde à son auteur : « Assis, ce n'est pas bon. Tu es devenu ennuyeux. ». L'attitude de la chanteuse est critiquée par des personnes liées au compositeur, comme le journaliste Enéas Viany, qui écrit le 24 juin 1941 :

« Malgré mon manque de projection personnelle, j'ai toujours essayé d'élever le nom de cette fille portugaise qui gardait un cœur brésilien dans sa poitrine. [...] Anjos do Inferno a récemment enregistré la samba Brasil Pandeiro, écrite par Assis Valente, le compositeur de plusieurs chansons à succès qui a tenté de lutter contre l'existence en mai parce qu'il avait des difficultés avec sa vie. Il avait réservé cette composition à Carmen. Il voulait la lui offrir en guise d'hommage introductif à certains de ses succès. Elle a examiné la chanson et l'a refusée. [...] Ingratitude oui ! Même si la samba était vouée à l'échec, elle aurait dû regarder le passé et l'accepter. [...] La petite balangandãs avec son attitude a perdu un ami brésilien [...]. Cela ne valait pas grand chose... mais c'est toujours mieux d'avoir des amis inconditionnels... Et j'appartenais à cette classe. Désormais je ne croirai plus à ton innocence, quand un collègue portera des accusations contre toi. »

## Interprétation
La chanson, composée en 1940, fait référence au succès de la musique populaire brésilienne — en particulier la samba — qui a atteint le public nord-américain à travers la voix et les films de la chanteuse luso-brésilienne Carmem Miranda — un vieil amour d'Assis Valente lui-même — d'où l'hommage que souhaite rendre Assis à Miranda.
Et pas seulement : Valente appelle les Brésiliens, éminemment métis, comme lui, à reconnaître leurs propres valeurs, dans les vers du poète, qui conclut :
« Chegou a hora dessa gente bronzeada mostrar seu valor

Eu fui à Penha e pedi à padroeira para me ajudar

Salve o Morro do Vintém, pendura a saia que eu quero ver

Eu quero ver o Tio Sam tocar pandeiro para o mundo sambar »
« Il est temps pour ces personnes bronzées de montrer leur valeur

Je suis allé à Penha et j'ai demandé au saint patron de m'aider

Sauvez Morro do Vintém, accrochez votre jupe et je verrai

Je veux voir l'Oncle Sam jouer du pandeiro pour que le monde entier puisse jouer de la samba. »
La chanson évoque également, sous forme de prière :
« Brasil, esquentai vossos pandeiros

Iluminai os terreiros

Que nós queremos sambar »
« Brésil, réchauffez vos pandeiros

Allumez les terreiros

Nous voulons jouer de la samba »

## Versions

### Anjos do Inferno
Rejetée par Carmem Miranda, Brasil Pandeiro finit par être enregistrée pour la première fois par Anjos do Inferno, en 1941, pour Columbia Records. Selon les auteurs, l'enregistrement fut « l'un des moments forts de cette production, même si les propres contemporains du compositeur étaient d'accord sur les ressources très modestes de sa guitare et sur la voix presque toujours désaccordée de l'auteur ». Grand succès en 1941, ce sera l'un des plus gros succès du groupe.

### Novos Baianos
Le groupe Novos Baianos a réenregistré la chanson en 1972, sur l'album Acabou Chorare. L'enregistrement de Brasil Pandeiro a été influencé par le musicien João Gilberto. Ce dernier avait rendu visite au groupe alors qu'ils étaient à Rio de Janeiro et, notant leur style électrique, leur a conseillé de prendre « le chemin du retour chez soi », pour retrouver leurs racines et faire une introspection. Cette suggestion presque spirituelle a été donnée par Gilberto en même temps que la proposition de réenregistrer Brasil Pandeiro. Comme l'a dit Moraes Moreira en 2010,

« Nous étions influencés par le rock, nous écoutions beaucoup Jimi Hendrix, Janis Joplin, tous ces groupes des années 1970. Mais c'est là, avec João Gilberto, que nous nous sommes éveillés à la samba. Quand il nous a montré Brasil Pandeiro d'Assis Valente — le moment était venu pour ces gens bronzés de montrer leur valeur — nous avons compris son message. Nous avons commencé à incorporer le cavaquinho et le pandeiro dans notre son, sans perdre le côté rock. C'était de la samba avec de l'énergie rock. C'est ce qui a fait la différence de Novos Baianos. Nous avons réalisé l'album Acabou Chorare, qui a marqué un tournant. »

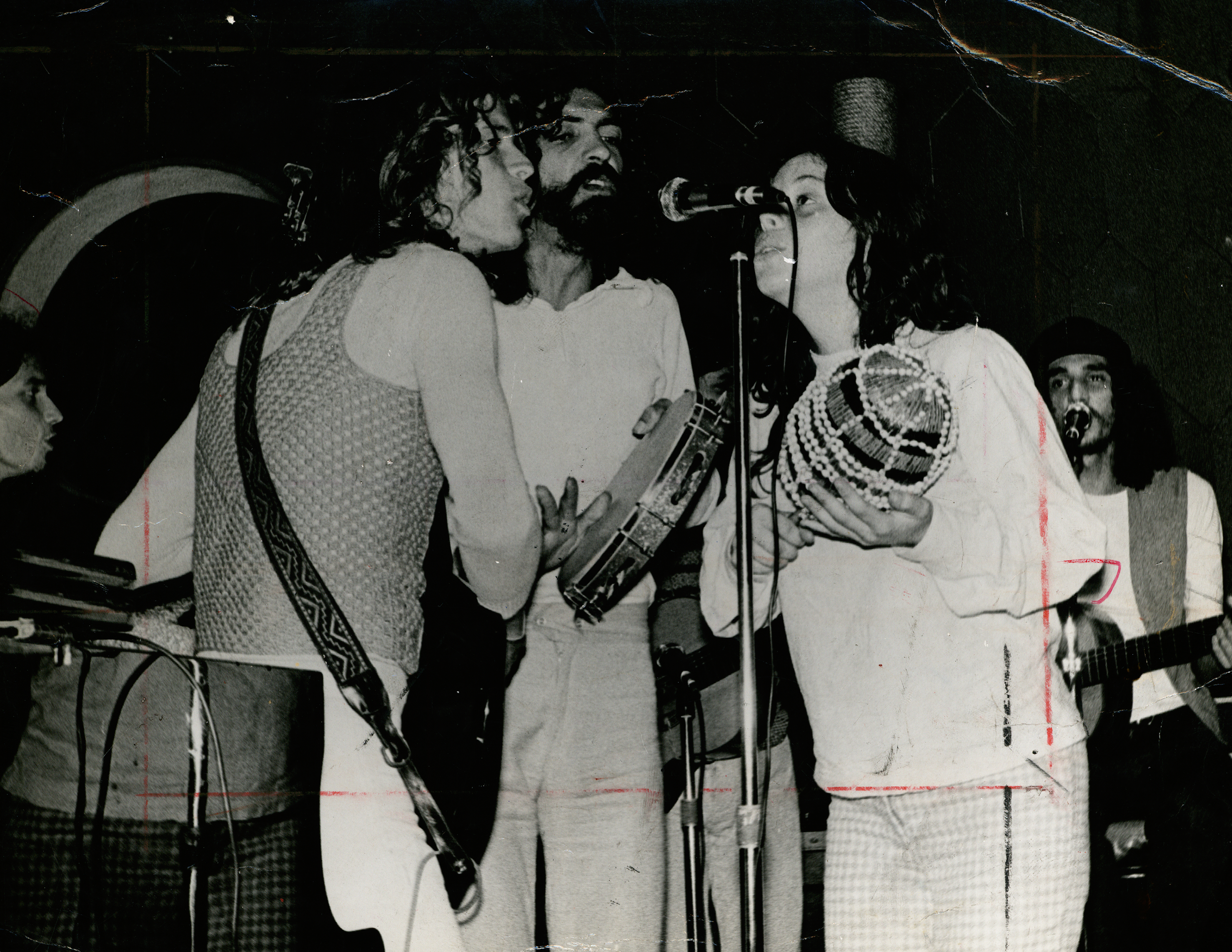
Les Novos Baianos en 1972.

C'est la seule et unique chanson de l'album non écrite par le groupe qu'ils ont enregistrée.
Il s'agit d'une version plus chargée avec des arrangements de craviola (pt) de Pepeu Gomes (pt) et des voix interprétées par Baby Consuelo (pt), Moraes Moreira (pt) et Paulinho Boca de Cantor (pt), chacun chantant un couplet.
La version de Novos Baianos est considérée comme l'un des réenregistrements les mieux conçus de la chanson. Comme l'écrit Yara Caznok, il était « dommage » qu'Assis Valente « n'ait pas vécu assez longtemps pour profiter de leur glorieux réenregistrement ».

## Postérité
Brasil Pandeiro est devenu l'une des chansons les plus représentatives de l'œuvre d'Assis Valente, la presse se référant à lui comme « l'auteur de Brasil Pandeiro » lors de divers hommages, et les spécialistes n'hésitant pas à l'utiliser dans leurs ouvrages biographiques,.
Brasil Pandeiro est pratiquement devenu un hymne comparable à Aquarela do Brasil d'Ary Barroso, qui a même un motif rythmique d'accompagnement répété dans la chanson de Valente, avec l'intention d'imiter le tamborim, et montre que le choix du pandeiro comme épithète de Brasil élève la batucada au niveau de valeur culturelle pertinente, appartenant au domaine des personnages du monde de la samba.
Plusieurs disques posthumes d'Assis Valente ont été enregistrés et divers hommages lui ont été rendus. TV Globo a créé un programme portant le nom de sa chanson : Brasil Pandeiro,.